# Christian Adolph Klotz

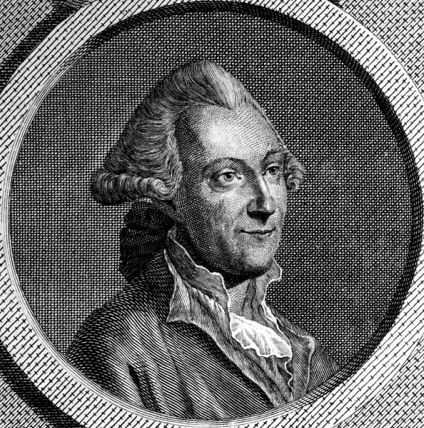
Christian Adolph Klotz.

Christian Adolph Klotz, född 13 november 1738, död 31 december 1771, var en tysk filolog.
Klotz blev professor i Göttingen 1762, i Halle 1765 och verkade även som latinist och arkeolog. Han skrev bland annat Über den Nutzen und Gebrauch der alten geschnitten Steine (1768), som skarpt kritiserades av Gotthold Ephraim Lessing i Briefe antiquarischen Inhalts.